# Daniela Cardinale
Daniela Cardinale (Palermo, 4 febbraio 1982) è una politica italiana.
È stata deputata alla Camera dal 29 aprile 2008 al 12 ottobre 2022 per tre legislature (XVI, XVII, XVIII), eletta tra le liste del Partito Democratico salvo poi abbandonarlo nel 2019.

## Biografia
Nata a Palermo il 4 febbraio 1982, figlia del politico Salvatore Cardinale, deputato ex ministro, ha conseguito la laurea in Scienze della comunicazione presso l'Università degli Studi di Palermo con 110 e lode con menzione.
È stata collaboratrice parlamentare presso l'Assemblea Regionale Siciliana.

### Attività politica
Aderente a La Margherita di Francesco Rutelli, dov'era dirigente della sua organizzazione giovanile, nel 2007 aderisce, assieme al padre, alla sua confluenza nel Partito Democratico (PD).
Alle elezioni politiche anticipate del 2008 viene candidata alla Camera dei deputati, tra le liste del PD nella circoscrizione Sicilia 1 in sesta posizione, venendo eletta deputata. Tale elezione ha suscitato ampie polemiche in sede locale, dovute alla concomitante rinuncia alla candidatura da parte del padre, l'ex ministro Salvatore Cardinale, in favore della collocazione in lista della figlia. Nella XVI legislatura della Repubblica è stato componente della 9ª Commissione Trasporti, poste e telecomunicazioni e della Commissione parlamentare per l'infanzia e l'adolescenza.
Nel dicembre 2012 partecipa alle elezioni primarie "Parlamentarie” del Partito Democratico per scegliere i candidati al Parlamento alla imminenti elezioni politiche, ottenendo 3.488 voti di preferenza nella circoscrizione di Caltanissetta, venendo ricandidata alla Camera, tra le liste del PD nella medesima circoscrizione, venendo rieletta a Montecitorio. Nel corso della XVII legislatura ha fatto di nuovo parte della 9ª Commissione Trasporti, poste e telecomunicazioni.
All'interno del Partito Democratico è stata componente dell’Assemblea Nazionale, oltre a far parte dell’area renziana ed essere politicamente vicina all'ex mnistro per lo sport Luca Lotti.
Nel 2015 aderisce a Sicilia Futura, partito fondato dal padre Salvatore, pur rimanendo nel PD.
Alle elezioni politiche del 2018 si ricandida alla Camera, tra le liste del PD nel collegio plurinominale Sicilia 1 - 03 in rappresentanza di Sicilia Futura, venendo per la terza volta eletta deputata. Durante le composizioni delle liste PD per le politiche 2018 l'inserimento del suo nome ha suscitato malumori e rivolte nelle sezioni del PD nisseno. Nella XVIII legislatura è stata membro della 13ª Commissione Agricoltura (2018-2019; 2020-2021), della 9ª Commissione Trasporti, poste e telecomunicazioni (2019-2020), dell'8ª Commissione Ambiente, Territorio e Lavori pubblici (2021; 2021-2022) e della 11ª Commissione Lavoro pubblico e privato (2021) subentrando a Carmelo Lo Monte.
In vista delle primarie del PD del 2019 Cardinale sostiene la mozione del segretario uscente Maurizio Martina, ex ministro delle politiche agricole nei governi Renzi e Gentiloni e rappresentante l'area "filo-renziana" del partito, che risulterà perdente arrivando secondo con il 22% dei voti dietro a Nicola Zingaretti (66%).
A giugno 2019, in seguito all'assemblea di Sicilia Futura che sancisce la fine dell'alleanza con il Partito Democratico, la Cardinale, dopo un periodo di tensioni col partito, lascia il PD e passa al gruppo misto della Camera.
Il 14 gennaio 2021 aderisce alla componente nel gruppo misto Centro Democratico.